# Milen Petkov
Pour les articles homonymes, voir Petkov.
Milen Petkov est un footballeur international bulgare né le 12 janvier 1974 à General Toshevo.
Milen Petkov est le père de Aleks Petkov, lui aussi footballeur international bulgare.

## Carrière
- 1991-mars 1995 : Dobrudzha Dobrich  Bulgarie
- avr. 1995-déc. 1999 : FK CSKA Sofia  Bulgarie
- jan. 2000-2005 : AEK Athènes  Grèce
- 2005-2006 : Atromitos FC  Grèce
- 2006-2008 : Ilisiakos FC  Grèce
- 2008-jan. 2011 : Tcherno More Varna  Bulgarie

## Sélections
- 36 sélections et 1 but avec l'équipe de Bulgarie de 1997 à 2004.